# Kochstedt
Kochstedt ist eine Ortschaft von Dessau-Roßlau, einer kreisfreien Stadt im Bundesland Sachsen-Anhalt. Sie liegt ungefähr sieben Kilometer südwestlich des Stadtzentrums.

## Geografie und Geologie
Das Gebiet von Kochstedt liegt vollständig auf den Ausläufern der eiszeitlichen Urstromtäler von Elbe und Mulde. Durch die Lage auf einer saaleeiszeitlichen Hochfläche liegt Kochstedt einige Meter über dem Stadtniveau von Dessau. Kochstedt wird dabei mittig von einem Nebenarm der Taube durchflossen. Bei den Böden in und um Kochstedt handelt es sich um mittel- bis flachgründige, lehmig-sandige bis sandige Böden mit lehmigem dichten Unterboden und zeitweiliger Staunässe im Oberboden. Der Wasserspiegel liegt daher vergleichsweise hoch, während der eigentliche Grundwasserspiegel und damit die Hochwassergefahr niedrig ist. Aufgrund dieser eiszeitlichen Decksand- und Geschiebelehmschichten sind die Böden um Kochstedt vergleichsweise trocken und nährstoffarm und bieten damit hauptsächlich umfangreichen Kiefernforsten wie beispielsweise der Mosigkauer Heide oder dem Schwarzen Berg eine Wachstumsgrundlage.

## Geschichte

### Slawen
Auf einer unmittelbar nördlich von Kochstedt gelegenen Anhöhe, dem sogenannten Zoberberg, befand sich spätestens seit dem frühen Mittelalter eine slawische Siedlung, die um das Jahr 600 auf dem nördlichen Teil dieser Anhöhe neben einer kleinen Trinkwasserquelle angelegt wurde. Bei archäologischen Grabungen, die in den frühen 1960er Jahren durchgeführt wurden, fand man sieben bis zehn kleinere Grubenhäuser die in einem Halbkreis von 15 bis 18 m angelegt worden waren. Offensichtlich wurde die Siedlung im Laufe ihrer Geschichte mehrfach zerstört und in ähnlichem Umfang jeweils räumlich etwas versetzt wieder aufgebaut. Nach ihrer letzten Zerstörung im 8. Jahrhundert wurde die Siedlung aufgegeben.

### Mittelalter
Auf dem umliegenden sandigen und von Kiefern bedeckten Boden entstand spätestens um 1180 das Dorf Cokstede. Während umliegende Dörfer aufgrund von Dürren, Seuchen oder hohen Abgaben im 14. und 15. Jahrhundert wieder aufgegeben wurden, konnte sich das bäuerliche Dorf Cokstede halten.

### Fürstliches Vorwerk
Schließlich gründet Fürst Leopold 1706 nördlich des alten Dorfkerns das heutige Kochstedt zunächst als fürstliches Gut, ein sogenanntes Vorwerk. Zwei Jahre später (1708) lässt er ein neues Dorf anlegen, um genügend Arbeitskräfte für das Vorwerk in Kochstedt anzusiedeln. Dazu wird durch Leopold auch Land aus dem Besitz der Stadt Dessau dem Vorwerk zugesprochen und den Bewohnern des Dorfes, den Kleinbauern bzw. den sogenannten Kossaten, zugeteilt. Damit ist für diese eine kleinbäuerliche Existenzgrundlage vorhanden. Um 1740 werden daraufhin in Kochstedt bereits 32 Haushalte gezählt.
Das fürstliche Vorwerk wird um 1760 in Teilen an verschiedene Landwirte verkauft und in den Folgejahren mehrfach weitergegeben. Das Stammgut geht 1811 an den Landwirt Christian Gebhard Nordmann, der die Gutshäuser neu aufbauen lässt. Von diesen Häusern ist das ehemalige Wohnhaus mit Spitztonnendach noch erhalten und somit das älteste Haus in Kochstedt und denkmalgeschützt. Als die Güter um 1850 gänzlich aufgegeben werden entsteht 1852 in ebendiesem Wohnhaus eine Schule die bis ca. 1920(?) bestand. Heute befindet sich im historischen Gutshaus eine Arztpraxis (Stand 2016).

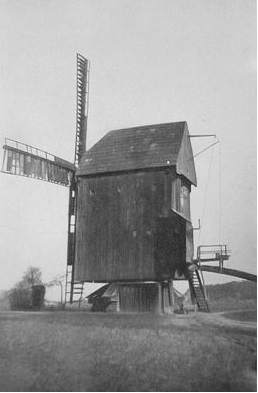
Kochstedter Mühle vor 1945

Mit der neu gewonnenen Unabhängigkeit vom Gut ging ein wirtschaftlicher Aufschwung Kochstedts einher, so dass um 1871 bereits 476 Einwohner gezählt werden können. Die Einwohnerschaft setzte sich dabei vor allem aus Kleinbauern (Kossaten), Kleinstbauern (Kolonisten bzw. Häusler) sowie Handwerkern und Waldarbeitern im nahegelegenen Mosigkauer Forst zusammen. Ab 1873 befand sich am südwestlichen Ortsausgang in Richtung Quellendorf eine hölzerne Windmühle, welche über Generationen im Familienbesitz der Familie Hausigke stand. Die heutige Bushaltestelle „Kochstedt Mühle“ befindet sich in direkter Nähe. Die Mühle brannte bereits 1895 ab und wurde anschließend neu errichtet. Mit der Entwicklung Dessaus zur Industriestadt siedelten sich nun auch Angestellte und Arbeiter in Kochstedt an, so dass die Einwohnerzahl Kochstedts bis 1910 auf zunächst 785 gesteigert wurde.

### Industrialisierung
Am 9. Dezember 1897 wurde der öffentliche Personen- und Güterverkehr auf der Kleinbahnstrecke der Dessau-Radegaster Bahn aufgenommen, womit Kochstedt nun mit dem „Bahnhof Cochstedt“ in der Nähe des Lokals „Fichtenonkel“ eine günstige Bahnanbindung nach Dessau bekam. Der Betrieb der Strecke oblag zunächst der Allgemeinen Deutschen Kleinbahn-Gesellschaft (ADKG) und ab 1899 der neu gegründeten Dessau-Radegast-Köthener Bahn (DRKB). Durch die Nähe und günstige Anbindung zur Industriestadt Dessau konnte die Einwohnerzahl schließlich bis 1939 auf 3000 gesteigert werden. Für die neuen Einwohner wurden zwei Siedlungen errichtet: Die „Waldsiedlung am Zoberberg“ unmittelbar südlich vom historischen Zoberberg (vor allem für die Handwerker des Kasernenneubaus) sowie 1938 die „Gehag-Siedlung“ mit 82 Wohngebäuden im Südwesten von Kochstedt im Bereich der heutigen Siedlungsstraße. Zusätzlich erhielt das Dorf ein eigenes Rathaus, eine Drogerie, eine Kirche sowie das Traditionsgasthaus „Grüner Baum“.

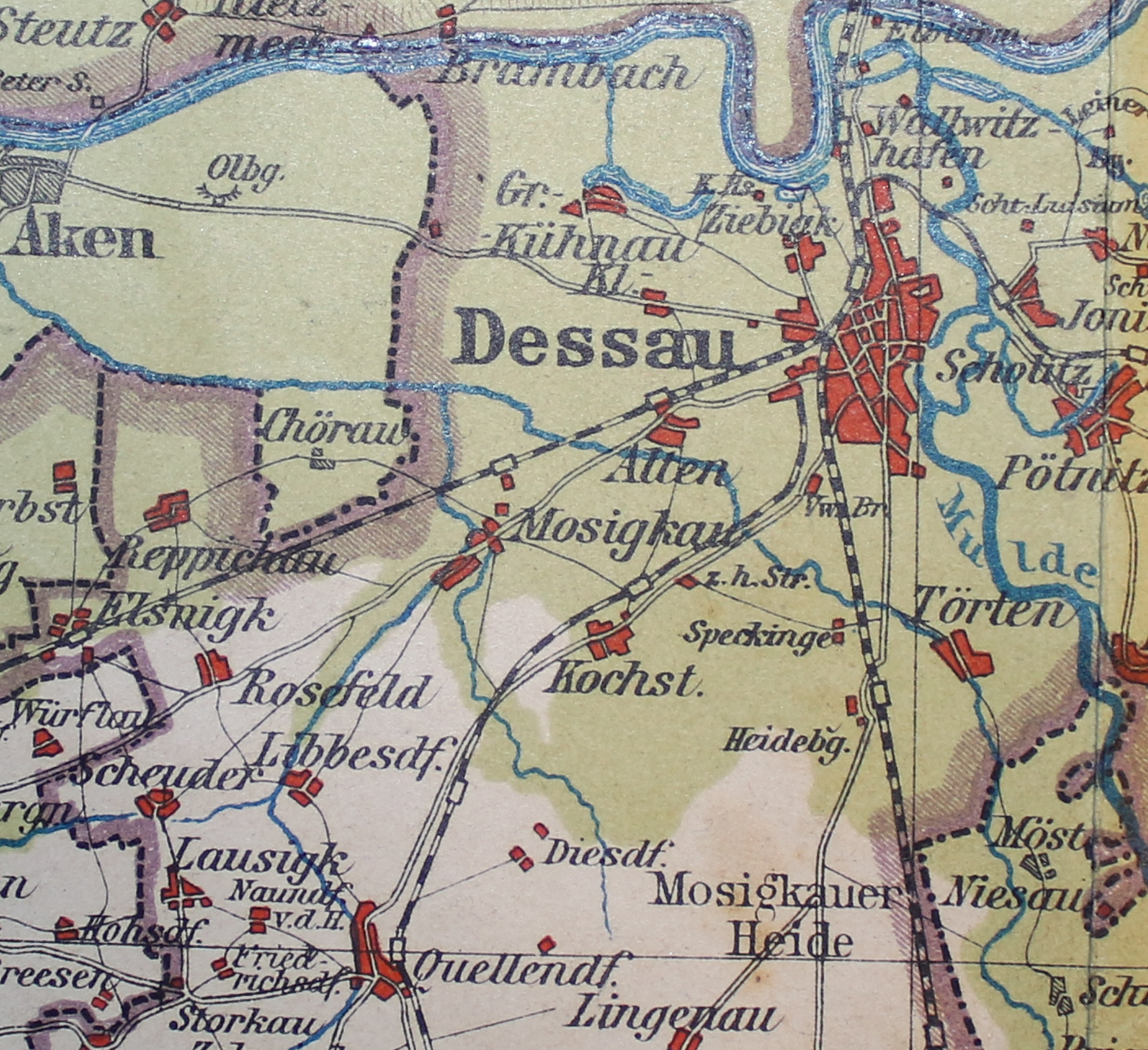
Ausschnitt aus einer historischen Landkarte des Herzogtums Anhalt von 1896 mit Linienverlauf der Kleinbahnstrecke u. a. durch Kochstedt

Durch die Einrichtung einer modernen Omnibuslinie zwischen Kochstedt und Dessau ab 1926 bekam die Kleinbahn eine ernsthafte Konkurrenz. Die Strecke wurde durch die Dessauer Straßenbahngesellschaft mit in der Dessauer Waggonfabrik hergestellten Fahrzeugen betrieben. Bis Ende der 1930er Jahre war die Kleinbahn unwirtschaftlich geworden, sodass am 15. September 1938 die Einstellung des Reiseverkehrs und die Stilllegung des Abschnitts Dessau–Kochstedt–Quellendorf erfolgte. Bis 1940 wurden sämtliche Gleisanlagen in diesem Bereich zurückgebaut.

### Zweiter Weltkrieg
Zwischen 1936 und 1938 wurde durch die deutsche Wehrmacht ein größeres Areal des an Kochstedt angrenzenden Mosigkauer Forstes gekauft und bis an die Straße nach Dessau eine Kaserne für das Flak-Regiment 26 errichtet. Diese war vorrangig aus strategischen Gründen zum Schutz der nahegelegenen Dessauer Junkers Flugzeugwerke und gut getarnt zwischen den bestehenden Baumgruppen errichtet worden. Zur Kaserne gehörten neben Mannschaftsunterkünften, Kantinen, Schulungsräumen, Kasinos und Gebäuden der Militärverwaltung ein eigenes (Heiz-)Kraftwerk sowie ein Wasserwerk nebst Brunnenanlage. Außerhalb des Kasernengeländes entstand im nahen Hirtenhauwald ein eigenes Klärwerk. Südlich des Kasernengeländes wurden Munitionsbunker und ein Wachlokal angelegt. Ein Betonplattenstraße von 1 km Länge führt bis heute an diese Stelle in den Forst. Ab 1938 konnte der neu errichtete Schießstand am Roten Hausbusch an der Straße nach Quellendorf für Schießübungen genutzt werden. Mit Beginn des Zweiten Weltkrieges wechselten die in der Kaserne stationierten Flak-Regimenter mehrfach (nach dem Flakregiment 26 folgten die Flakregimenter 43 und 143). Auf dem historischen Zoberberg, auf dem – obwohl nur wenige Meter über dem Stadtniveau gelegen – freie Sicht über die Stadt Dessau besteht, wurde eine Flak-Stellung angelegt. Mit dem Ende des Krieges marschierten am 16. April 1945 amerikanische Soldaten der 3. amerikanischen Panzerdivision von Quellendorf kommend durch Kochstedt auf Dessau zu. Von Bomben bislang verschont geblieben, kam es am Kochstedter Ortseingang sowie an den Panzer- und Minensperren in der Ortsmitte zu Gefechtshandlungen, wobei durch amerikanischen Artilleriebeschuss die Holzmühle zerstört und weitere Gebäude beschädigt wurden. Auch Menschenleben wurden gefordert.

### Nachkriegszeit

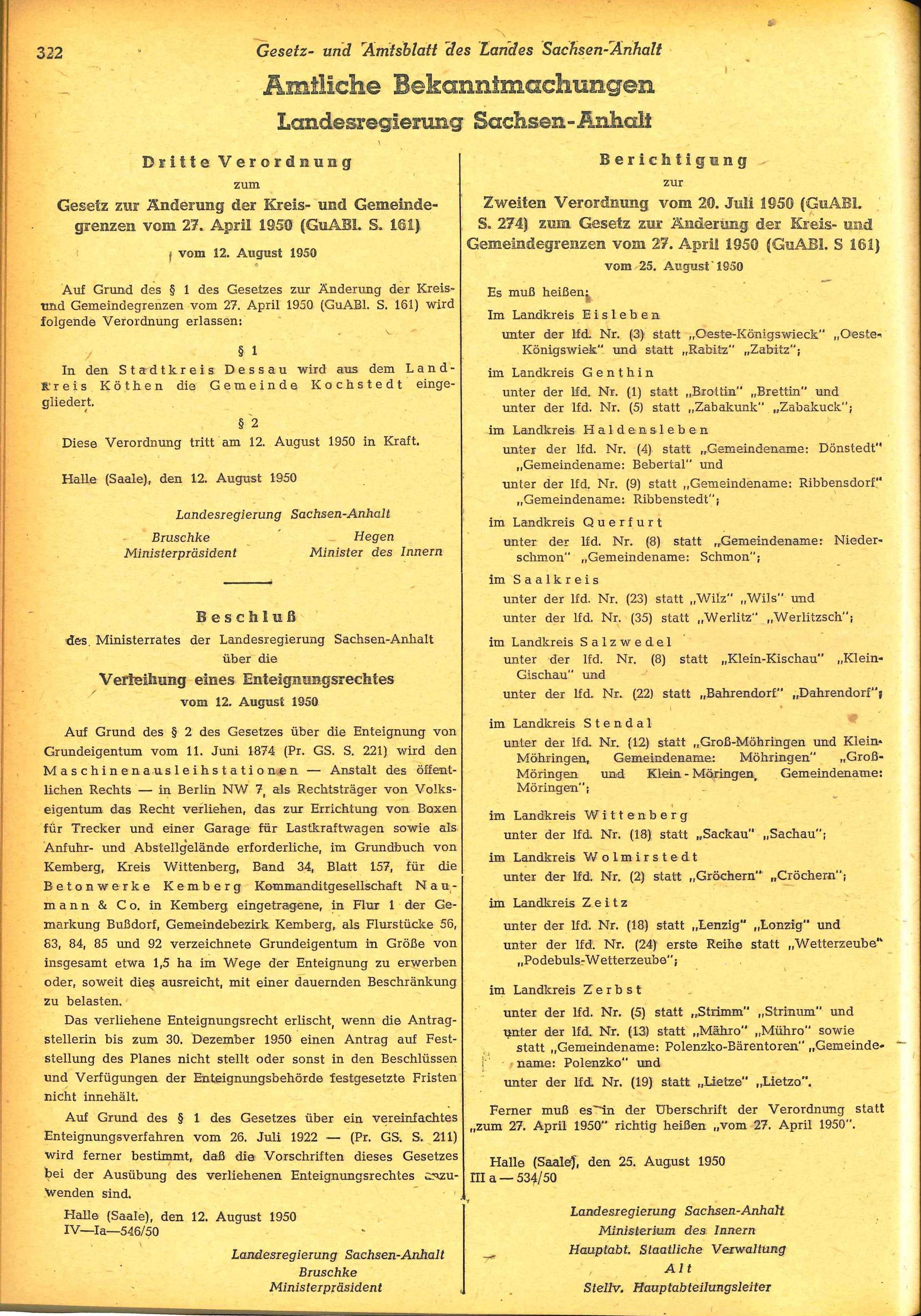
Verordnung über die Eingemeindung von Kochstedt

Die Kochstedter Kaserne wurde anschließend mit amerikanischen Soldaten besetzt. Nur zwei Monate später, am 1. Juli 1945, wechselte die Besatzungsmacht im Rahmen des Abkommens der Konferenz von Jalta sowie der darauf basierenden Beschlüsse der Berliner Erklärung, woraufhin eine Einheit der Roten Armee das Kasernengelände übernahm. Nachdem zwischenzeitlich erst eine staatliche Forstschule und anschließend ab 1948 Einheiten der Volkspolizei-Bereitschaften sowie eine Hochschule der Deutschen Volkspolizei stationiert waren, wurde aus der bestehenden Dienststelle der Volkspolizei am Standort Kochstedt 1952 eine Einheit der Kasernierten Volkspolizei formiert. Bereits 1953 mussten diese Einheiten Kochstedt wieder verlassen, da die Kaserne von nun an vollständig bis zum Abzug der Truppen 1992 Standort der 181. Raketenbrigade  sowie des 670. Artillerieregiments der Gruppe der Sowjetischen Streitkräfte in Deutschland wurde. Dabei wurde der angrenzende Mosigkauer Forst als Standortübungsplatz genutzt.
Die zerstörte Mühle wurde 1949 nur wenige Meter vom alten Standort entfernt als Motormühle neu errichtet und erneut von der Familie Hausigke übernommen. Sie existiert noch heute, ist aber nicht mehr in Betrieb. Die Gemeinde Kochstedt wurde am 12. August 1950 nach Dessau eingemeindet und ist seitdem eigenständiger Stadtteil.

### Wohnidyll
Auf dem seit 1992 leerstehenden und beräumten Kasernengelände wird unter dem Namen „Waldsiedlung“ seit 1997 Bauland verkauft. Auch ehemalige Kasernengebäude werden seitdem schrittweise saniert und sowohl als Wohnraum als auch als Seniorenheim und für das betreute Wohnen genutzt. Außerdem wurde ab 1996 nördlich des alten Dorfes auf ehemaligem Ackerland als sogenannte Hirtenhau-Siedlung eine neue Wohnsiedlung mit einheitlichen Einfamilienhäusern angelegt und alle Häuser verkauft. Durch den damit verbundenen Einwohneranstieg hat sich Kochstedt mit 4500 Einwohnern (Stand 2008) zum größten Vorort Dessaus entwickelt. Im September 2006 wurde aus Anlass des 300-jährigen Bestehens Kochstedts ein Stadtteilfest gefeiert.

## Mundart
In Kochstedt wird, vorwiegend noch von den älteren und eingesessenen Bürgern, ein Dialekt der Anhaltischen Mundart gesprochen, der dem Dessauer Mundartbereich zugeordnet werden kann. Ungefähre Sprachgrenzen bilden hierbei nördlich die Elbe, östlich die Mulde und südlich die Fuhne. Im Westen grenzt eine Linie von Kochstedt über Hoyersdorf nach Tornau vor der Heide den Sprachraum vom Köthener Mundartbereich der Anhaltischen Mundart ab. Doch auch innerhalb der Anhaltischen Mundart gibt bzw. gab es Unterschiede, so auch in Kochstedt. Beispielhafte Wort- und Lautunterschiede zum Hochdeutschen sind: erscht = erst, sehre = sehr, Ohrn = Ohren, Kraachen = Kragen, Entengrieß = Wasserlinsen, Ranft = Brotendstück, Umjejend = Umgebung, Tare = Tage. Der typische Dialekt der „alten Kochstedter“ aus der Zeit des beginnenden 20. Jahrhunderts wird eindrücklich in „Scheenemann’s Jeschichten“ von Karl Jahns festgehalten.

## Folklore
- Historisches Ringreiten: Früher wurde alljährlich zu Pfingsten in Kochstedt ein traditionelles Ringreiten veranstaltet. Im bäuerlich geprägten Kochstedt fanden sich dazu viele einheimische Reiter sowie Teilnehmer aus umliegenden Dörfern in der Hinterreihe, der heutigen Albrecht-Schneider-Straße, ein. Dieses Ringreiten fand vorerst letztmals im Jahr ? statt.
- Sage von den Domeichen: Am Ortsausgang Kochstedts in Richtung Quellendorf sollen einst die sogenannten Domeichen gestanden haben. Diese Bäume waren der Überlieferung nach Eigentum des doch recht weit entfernt gelegenen Domstifts zu Magdeburg. Diese Eichen standen wohl bis zum Frühjahr 1830. Tatsächlich besaßen sowohl der Dom zu Magdeburg als auch das Kloster Gottesgnaden mehrere Besitzungen als Lehnsgüter in dieser Gegend.[23][24]
- Lokale Bauernregel: „Ein Gewitter am schwarzen Berg man sieht – es sicher an Kochstedt vorüber zieht“. Aus Westen heraufziehende und im Bereich des schwarzen Berges südlich von Kochstedt sichtbare Unwetter verharren oftmals aus mesoklimatischen Gründen über dem Mosigkauer Forst vor Überquerung der Mulde. Solche Unwetter drehen dann tatsächlich oftmals nicht (nach Norden) ab, sondern regnen besonders schwer über dem Forst und den angrenzenden Äckern ab.

## Verkehr

### Straßenverkehr

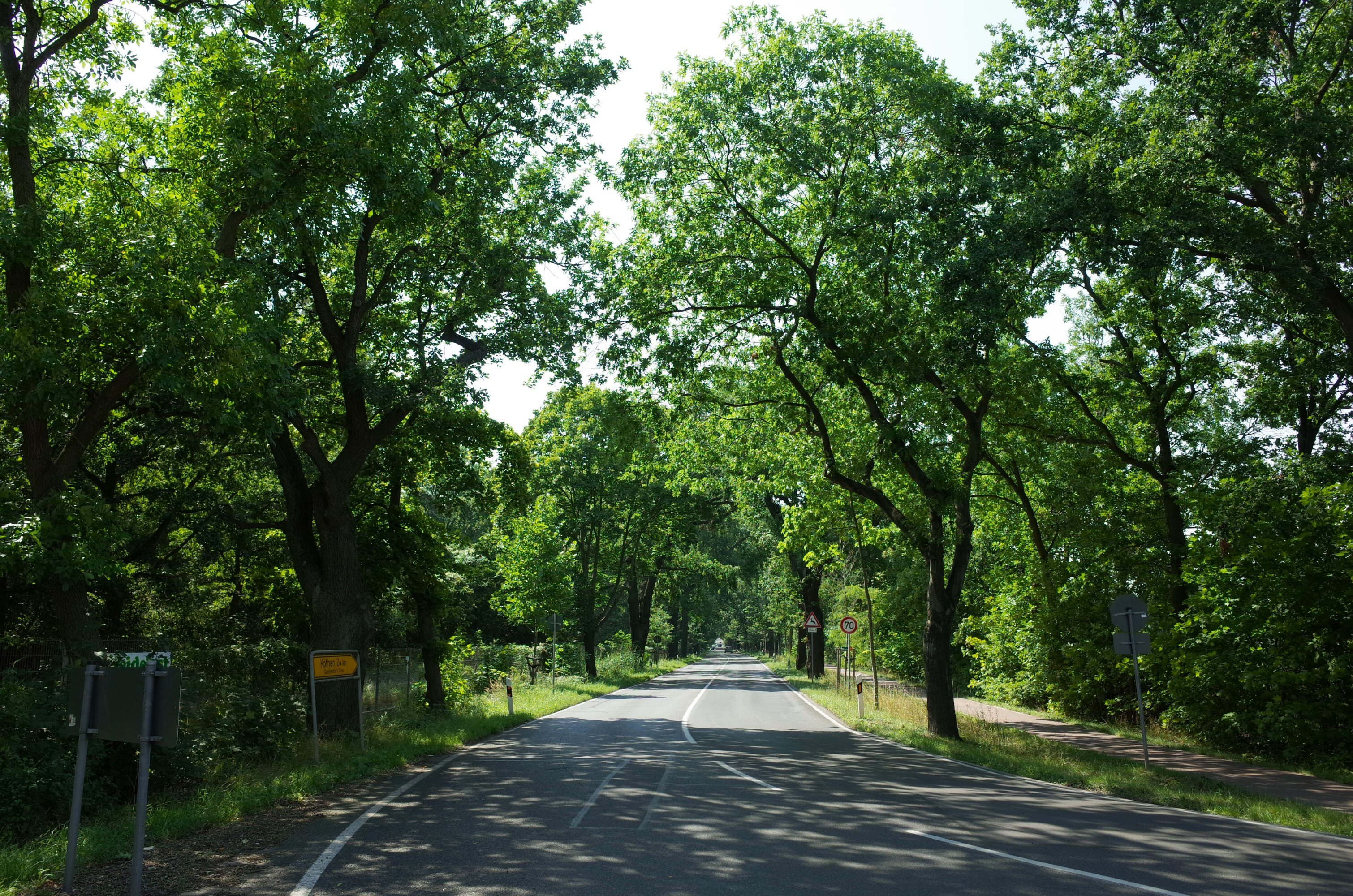
Die L134 ist im Bereich Kochstedter Kreisstraße als Allee denkmalgeschützt

Die Landstraße L134 führt durch Kochstedt hindurch und verbindet Dessau mit Quellendorf. Der Ort wird durch die Buslinien 16 und 17 an die Dessauer Innenstadt angebunden, beide Linien bedienen den Hauptbahnhof.

### Schienenverkehr
Mit der Einstellung des Reiseverkehrs der Kleinbahn am 15. September 1938 endet die Bahngeschichte in Kochstedt (siehe Geschichte).

## Öffentliche Einrichtungen

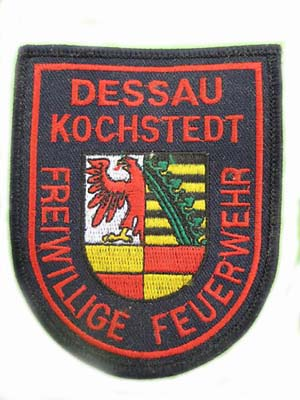
Ärmelabzeichen der Freiwilligen Feuerwehr Kochstedt

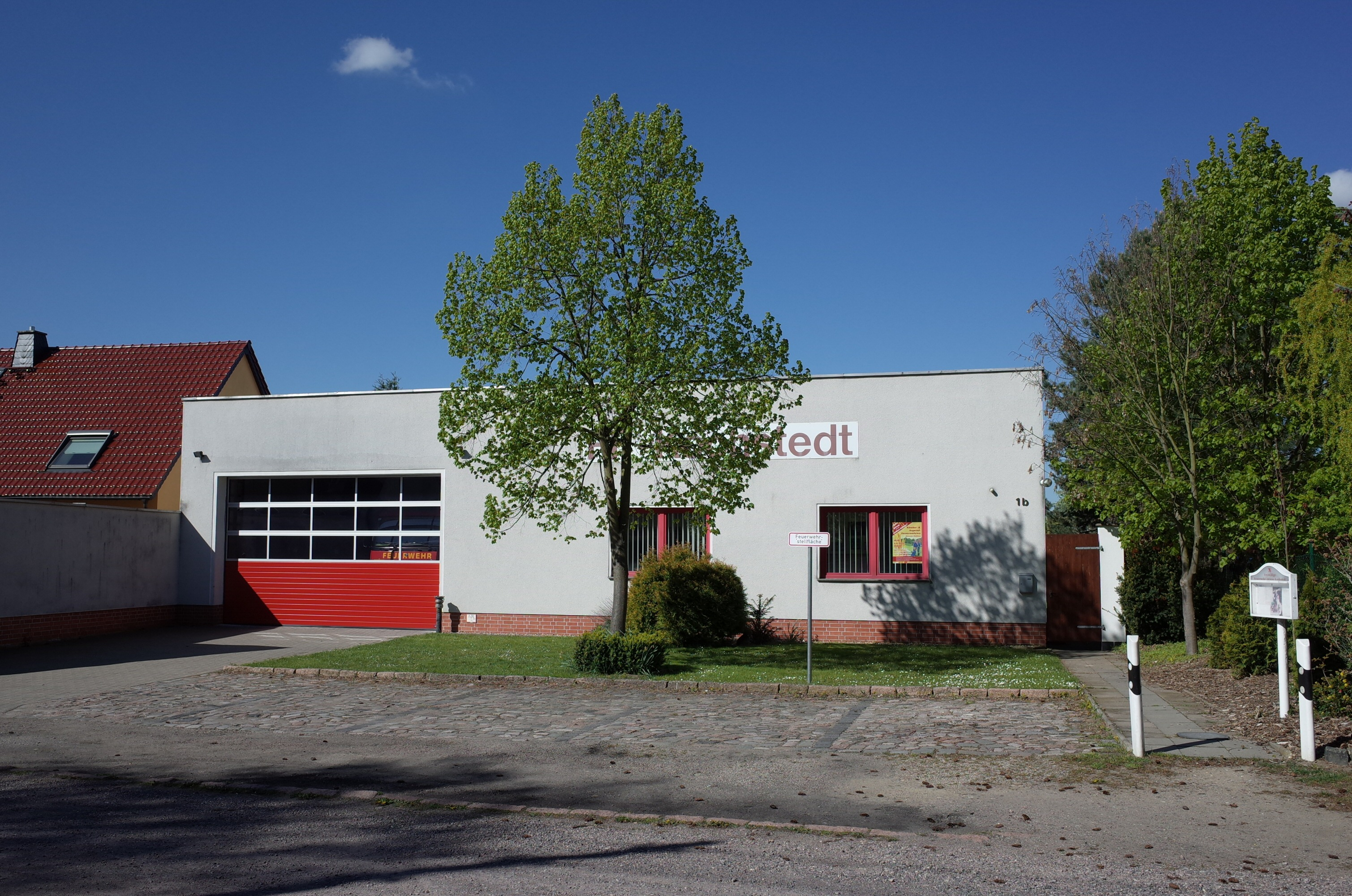
Das Feuerwehrhaus der Freiwilligen Feuerwehr Kochstedt

- Friedhof Kochstedt
- Freiwillige Feuerwehr Kochstedt
- Heimatverein Zu Hause in Kochstedt e. V.
- Turn- und Sportgemeinschaft (TuS) Kochstedt e. V.
- Chor „Viva la musica“ Dessau-Kochstedt[25]

## Politik
In Kochstedt wird im Rahmen einer Kommunalwahl ein Ortschaftsrat gewählt. Aus dessen Mitte wählt dieser einen Ortsbürgermeister.

### Ortsbürgermeister
- 1992–1994(?): Ingolf Eichelberg (SPD) (Vorsitzender des damaligen Ortsbeirates)[26]
- 1994(?) – 2014: Karl-Heinz Fritsche (parteilos)[27][28]
- 2014 – 15. Juli 2019: Hans-Joachim Pätzold (Die Linke)[28][29]
- 15. Juli 2019 bis heute: Britta Grahneis (Pro Kochstedt)

## Kultur und Sehenswürdigkeiten

### Zwölfapostelkirche Dessau-Kochstedt

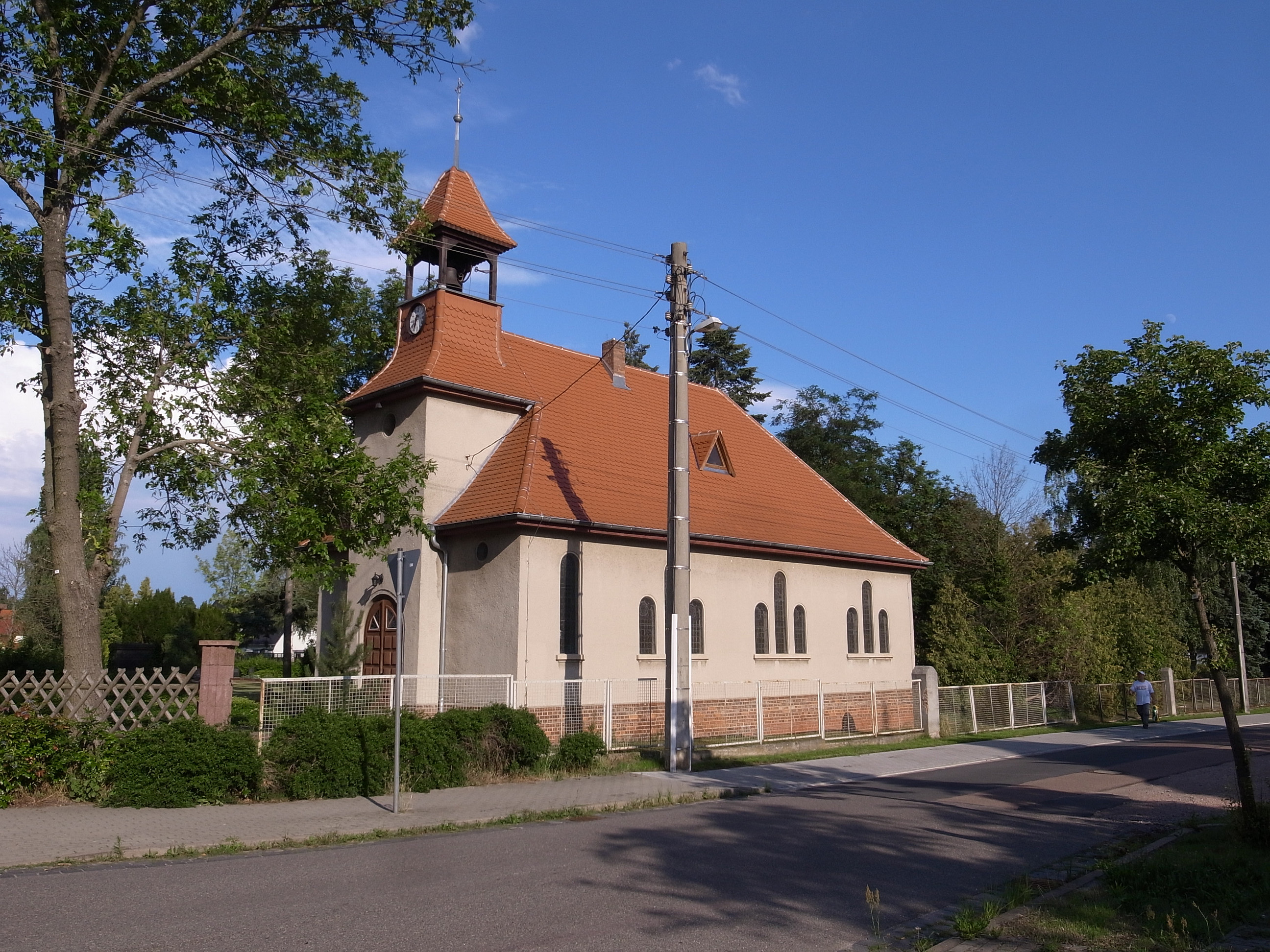
Zwölfapostelkirche

Im Auftrag des Regierungs- und Baurats Brüdern wurde im Jahr 1927 die Zwölfapostelkirche auf dem Gelände des seit 1920 bestehenden neuen Friedhofs errichtet und geweiht. Die eingesetzten Fenster mit aufwändiger Glasmalerei wurden in der Werkstatt Ferdinand Müller gefertigt. Zur Feier des 50-jährigen Bestehens wurde die Kirche 1977 innen und schließlich 1981 außen renoviert. Die Orgel von W. Sauer Orgelbau aus Frankfurt/Oder stammt aus dem Jahr 1973.

### Gutshaus des Vorwerks Kochstedt

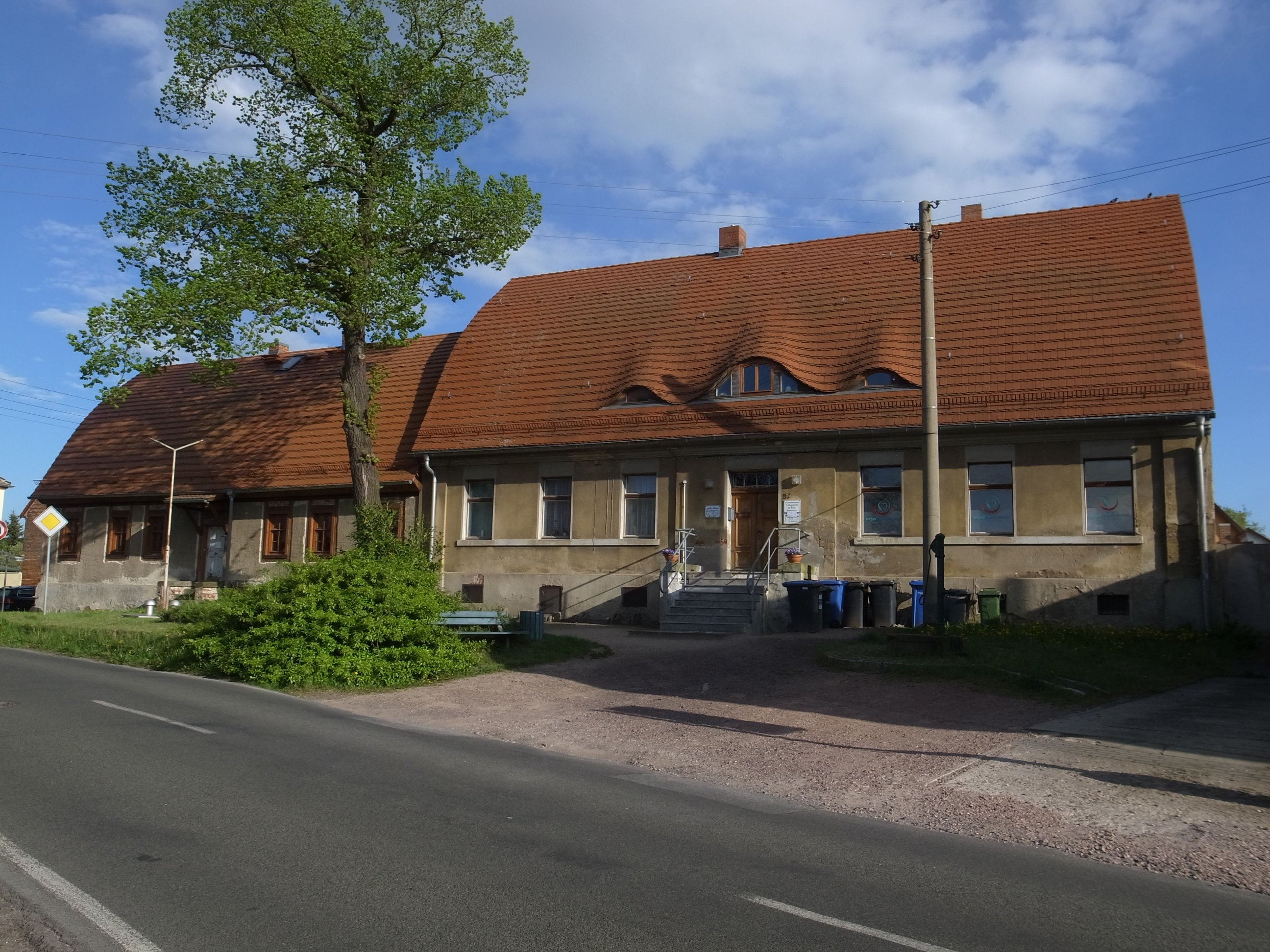
Altes Gutshaus des Vorwerks Kochstedt

Das Gutshaus des alten Vorwerks Kochstedt wurde ab 1811 vom Landwirt Christian Gebhard Nordmann errichtet und ist somit das älteste erhaltene Gebäude in Kochstedt. Das Haus mit seltenem Spitztonnendach (oftmals fälschlich als Bogendach bezeichnet) ist heute ein Baudenkmal und wird als Arztpraxis genutzt (Stand 2016).

### Tränke
Die Tränke ist ein idyllisches kleines Gewässer ca. einen Kilometer südlich von Kochstedt im Mosigkauer Forst. Bis 1992 noch als sowjetische «Panzerwaschanlage» von den Einwohnern gemieden hat es sich, dank des tatkräftigen Einsatzes Kochstedter Bürger, heute wieder in ein natürliches Kleinod verwandelt an dem sogar der Eisvogel jagt.

### Franzoseneiche

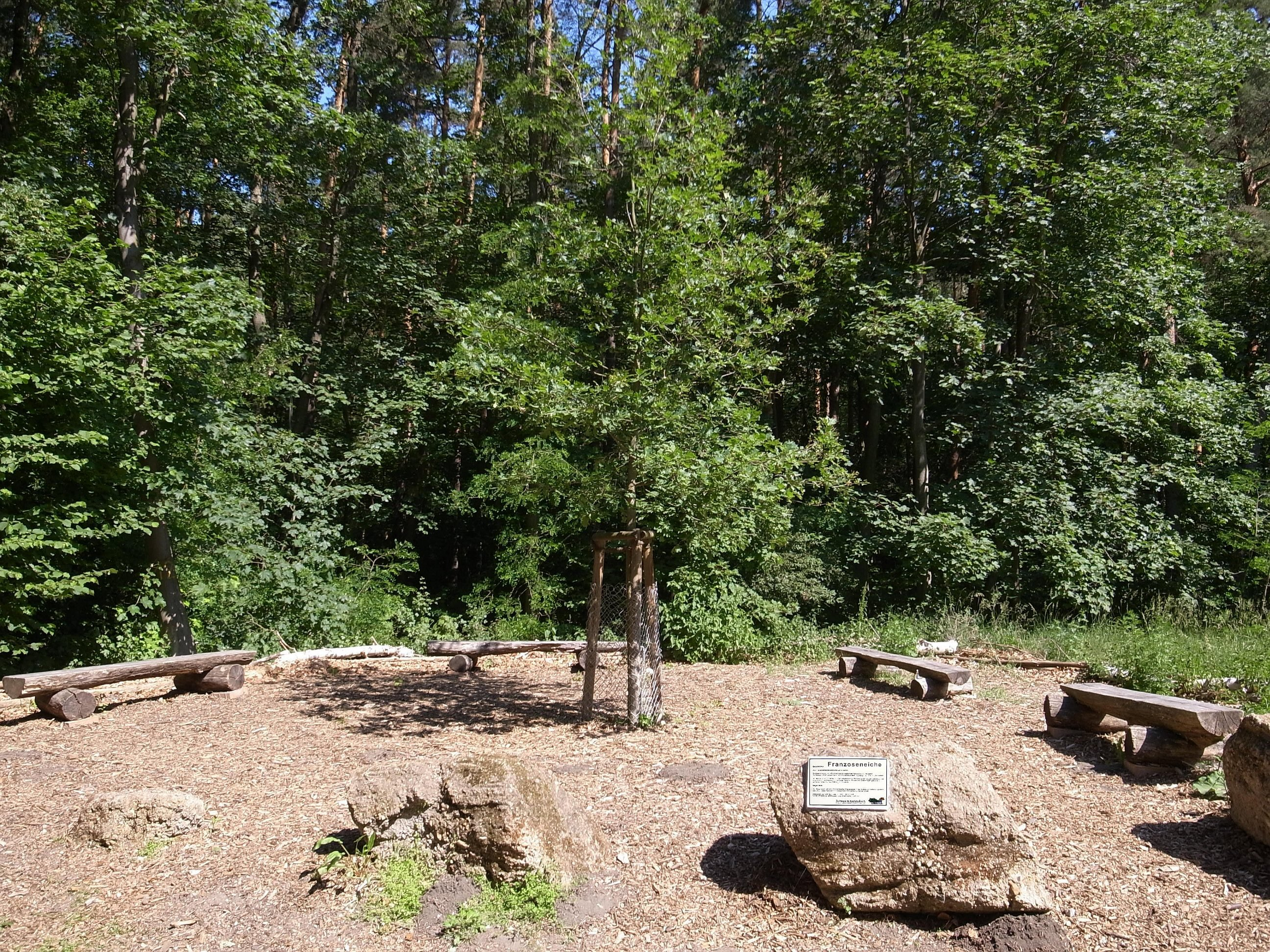
Franzoseneiche

Inmitten der Mosigkauer Heide kreuzt der alte Fernverbindungsweg «Hohe Straße» die alte jagdwirtschaftliche Herzogallee.
Über Jahrhunderte stand an diesem Ort ein Landzeichen: die Franzoseneiche. Erstmals belegt im Landesregister von 1547 stand sie bis in die 1950er Jahre. An gleicher Stelle wurde 2006 erneut eine Eiche gepflanzt nebst Gedenktafel sowie Verweilmöglichkeiten für Spaziergänger und Radfahrer.

### Naturlehrpfad
Zwischen der Siedlung am Zoberberg und Dessau-Alten ist seit 2005 ein Naturlehrpfad eingerichtet. Dieser führt über verschiedene Stationen durch die landschaftliche Schönheit und Vielfalt des Gebietes und bietet Informationen über Geschichte, Geologie, Pflanzen und Tiere dieses Gebiets. Lehrtafeln vermitteln Information über die verschiedenen Beobachtungsobjekte. Zu sehen sind Trocken- und Feuchtwiesen, Äcker und Waldstücke mit verschiedenen Pflanzenarten sowie einheimischen Tieren. Höhepunkt des Pfads ist das Naturdenkmal „Quellteich des Wolfersgraben“ mit der seltenen Rispen-Segge. Auf dem Weg besteht an verschiedenen Stellen ein „prächtiger Blick auf Dessau, das man hier in seiner ganzen Ausdehnung vor Augen hat“.

### Meilensteine

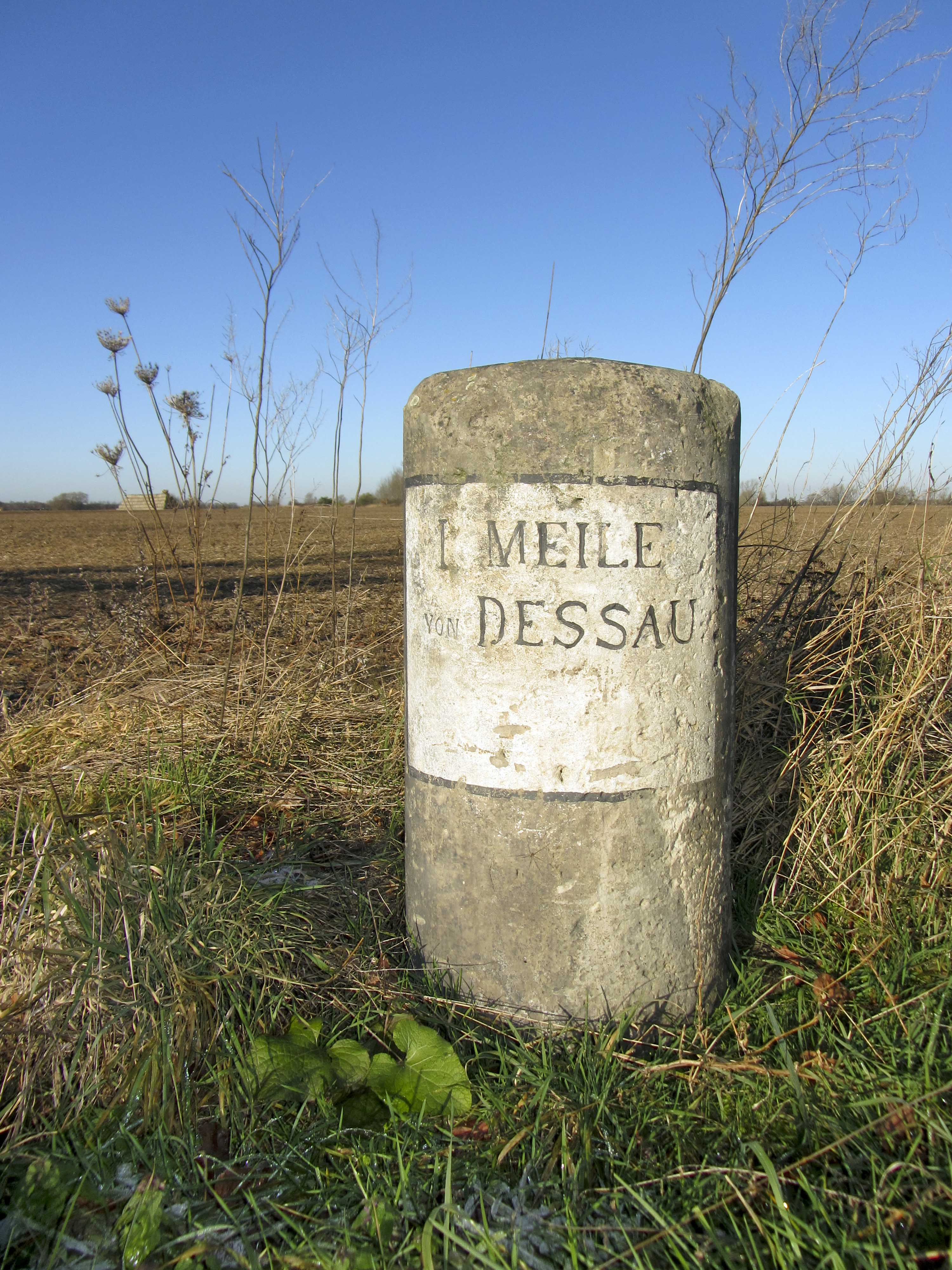
Anhaltischer Meilenstein

- Das heutige Kochstedt befindet sich etwa 7 km vom Stadtzentrum von Dessau entfernt. Darauf weist auch ein historischer Anhaltischer Meilenstein aus grauem Sandstein hin, der kurz hinter dem Ortsausgang Kochstedt in Richtung Quellendorf an der L134 steht. Seine Inschrift aus den Jahren zwischen 1850 und 1875 besagt: „I MEILE von DESSAU“. Die Entfernung wird dabei noch in anhaltischen bzw. preußischen Meilen angegeben, wobei eine Landmeile etwa 7532 Meter (oder 7,532 km) beträgt. Nullpunkt aller anhaltischen Meilensteine ist dabei das Denkmal des „Alten Dessauers“ auf dem großen Markt, dem heutigen Schloßplatz in Dessau.

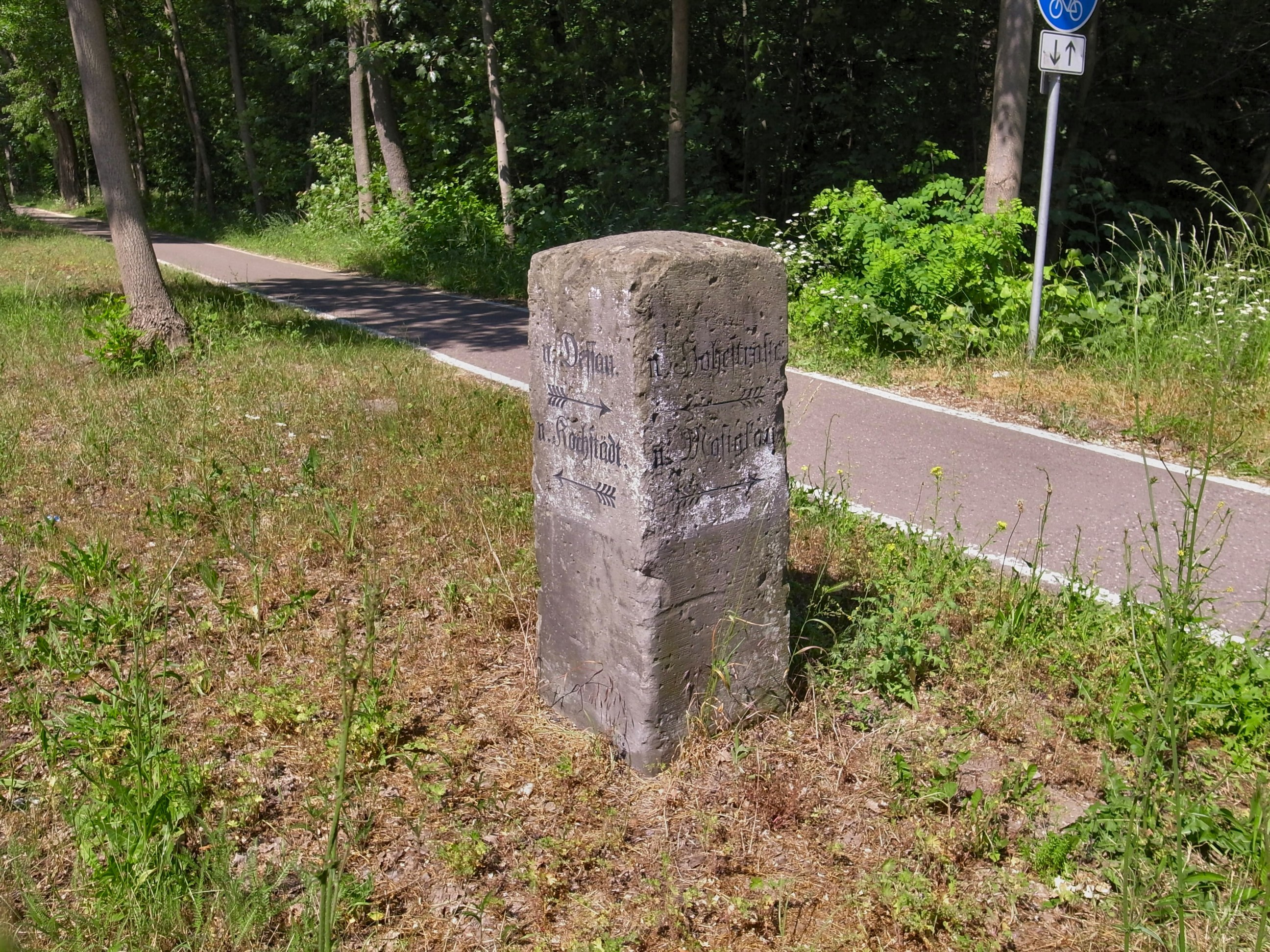
Kochstedter Wegweiser

- Von Dessau kommend befindet sich kurz vor dem Ortseingang Kochstedt ein alter Wegweiser aus Sandstein. Dieser zeigt auf zwei Seiten die vier Richtungen nach Dessau, Kochstedt („Kochstädt“), zur hohen Straße („Hohestraße“) durch den Mosigkauer Forst sowie nach Mosigkau an. Durch die Anzeige der heute teilweise nur noch als Fuß- bzw. Radweg zu benutzenden Wege sowie durch die Verwendung der historischen Schreibweisen kann der Wegweiser vor das Jahr 1900 datiert werden.

### Regelmäßige Veranstaltungen
- Osterfeuer: jährlich am Karsamstag am Sportplatz
- Ostereiersuche: jährlich am Karsamstag an der „Tränke“
- Heidefest: seit 2007 jährlich im Sommer auf dem Heideplatz
- Wichtelmarkt: jährlich am ersten Adventswochenende

## Persönlichkeiten
- Otto Meinicke (1909–1990), Lagerkommandant des KZ Roßlau